# Приватний флот сержанта О'Фаррелла
«Приватний флот сержанта О'Фаррелла» — американська кінокомедія 1968 року, знята режисером Френком Тешліном, з Бобом Гоупом у головній ролі.

## Сюжет
Сержант армії США O'Фаррелл несе службу на острові Фунапі в південній частині Тихого океану під час другої світової війни. Він намагається скрасити одноманітний побут своїх колег-військовослужбовців, замовивши на острів жінок і пиво. Однак транспорт постачання з вантажем пива торпедований японцями, а серед шістьох медичних працівників, які прилетіли на острів, — п'ятеро чоловіків і страшна, як атомна війна, медсестра Неллі Краус. Що залишається робити сержанту O'Фарреллу? Постаратися принаймні врятувати вантаж пива, що покоїться на морському дні.

## У ролях
- Боб Гоуп: сержант Ден О'Фаррел
- Філліс Діллер: медсестра Неллі Краузе
- Джефрі Гантер: молодший лейтенант Лайман П. Джонс
- Джон Майєрс: підполковник Роджер Н. Снавелі
- Мако: Келвін Кулідж Ішімура
- Генрі Вілкоксон: генерал-адмірал Артур Л. Стоукс
- Дік Сарджент: капітан Елвуд Прохаска
- Крістофер Дарк: рядовий Джордж Стронгбоу
- Майкл Бернс: рядовий Джонні Беннон
- Вільям Веллман: капрал Кеннеді
- Роберт Доннер: рядовий Огг
- Джек Гріннедж: рядовий Робертс
- Вільям Крістофер: капрал Джек Шульц
- Мілен Демонжо: Габі
- Джина Лоллобриджида: Марія
- Джон Спіна: капрал Міллер
- Бінґ Кросбі: епізод
- Едіт Феллоуз: епізод

## Знімальна група
- Режисер: Френк Тешлін
- Сценарій: Френк Тешлін, Роберт М. Фреско, Джон Л. Грін
- Продюсер: Джон Бек, Білл Лоуренс
- Оператор: Алан Стінсволд
- Композитор: Гаррі Сукман
- Художник: Роберт Кіносіта, Оскар Родрігез, Фред Прайс
- Монтаж: Еда Воррен